# Dicranoloma imponens
Dicranoloma imponens là một loài Rêu trong họ Dicranaceae. Loài này được (Mont.) Renauld mô tả khoa học đầu tiên năm 1909.